# Campeonato Nacional de fútbol playa de Chile
El Campeonato Nacional de fútbol playa de Chile (oficialmente Campeonato Nacional de fútbol playa de la Asociación Nacional de Fútbol Profesional) es la máxima categoría del fútbol playa profesional en Chile. Es organizada por la ANFP, perteneciente a la Federación de Fútbol de Chile y la organización de fútbol playa mundial, Beach Soccer Worldwide.

## Palmarés

### Campeonatos por año
| Año  | Campeón                     | SubCampeón                    | Ref.  |
| 2008 | Círculo Italiano de Iquique | Instituto Nacional del Fútbol | [ 1 ] |
| 2009 | Municipal Iquique           | Colo-Colo                     | [ 2 ] |
| 2010 | México                      | Chile                         | [ 3 ] |
| 2011 | Las Dunas 3                 | Vibra Producciones            | [ 1 ] |
| 2012 | Municipal Iquique           | Chile Fútbol Sala             | [ 4 ] |
| 2013 | Universidad de Chile        | Chile                         | [ 5 ] |
| 2015 | Arrebol FC                  | Viña del Mar A                | [ 6 ] |

### Palmarés por equipo
| Equipo                        | Títulos | Subcampeonatos |
| ----------------------------- | ------- | -------------- |
| Municipal Iquique             | 2       | -              |
| Círculo Italiano de Iquique   | 1       | -              |
| México                        | 1       | -              |
| Las Dunas 3                   | 1       | -              |
| Universidad de Chile          | 1       | -              |
| Arrebol FC                    | 1       | -              |
| Chile                         | -       | 2              |
| Instituto Nacional del Fútbol | -       | 1              |
| Colo-Colo                     | -       | 1              |
| Vibra Producciones            | -       | 1              |
| Chile Fútbol Sala             | -       | 1              |
| Viña del Mar A                | -       | 1              |